# Hemel op aarde (likeur)
Hemel op Aarde is een likeur met de smaak van een kersenbonbon van distilleerderij De Ooievaar in Amsterdam.
De likeur heeft een alcoholpercentage van 24% en wordt bereid uit brandewijn, suikers (onder andere palmsuiker), honing, bitters, eau de vie, cacao, kersen, bloesems en noten (waaronder amandelen).
Hemel op Aarde is oorspronkelijk ontwikkeld als kerstlikeur.
Naast de likeur maakt men een esprit met dezelfde smaak, maar een alcoholpercentage van 60%.